# Tracy, Kalifornien
Tracy är en stad (city) i San Joaquin County, i delstaten Kalifornien, USA. Enligt United States Census Bureau har staden en folkmängd på 84 266 invånare (2011) och en landarea på 57 km².